# الآثار الإسلامية في مكة

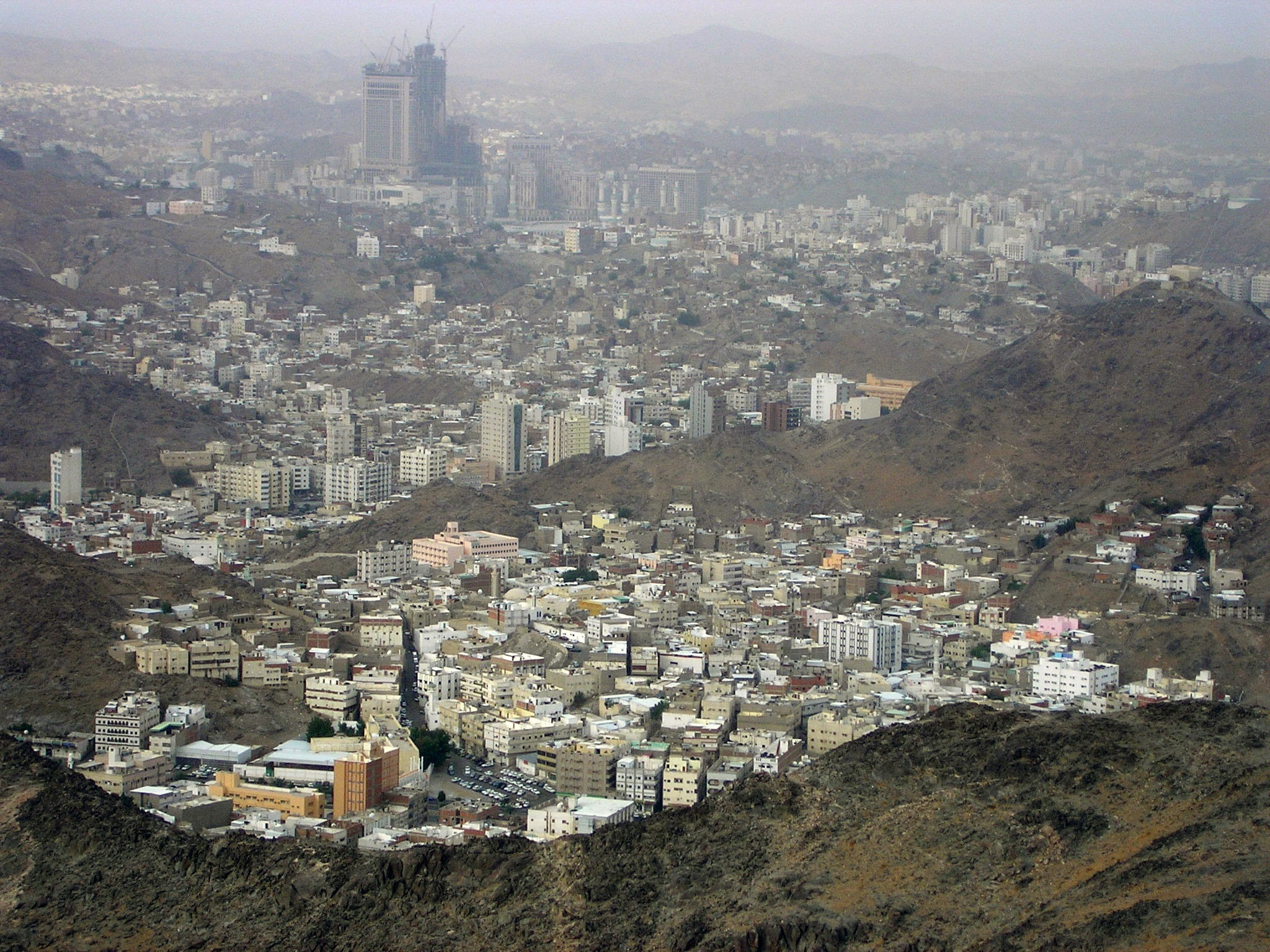
صورة لمكة المكرمة من قمة جبل النور

الآثار الإسلامية في مكة كان للرحالة والجغرافيون على مر العصور الفضل في المحافظة على توثيق أوصاف ومعلومات الآثار الإسلامية في مكة المكرمة، حيث أولوها جل عنايتهم واهتمامهم، وذلك لمكانة المدينة الدينية لدى المسلمين. فكتبوا انطباعاتهم ومشاهداتهم من خلال زياراتهم لها خلال مواسم الحج، وغيرها، حتى شكلوا من خلالها مادة علمية ثرية لتاريخها. بعض من هذه الآثار لا يزال مكانها مثل: الجعرانة، والحديبية، وحنين، وأخرى كثيرة أزيلت على مر القرون بسبب التطور العمراني الذي شهدته مكة خلال العصور الإسلامية المختلفة، وأيضًا بسبب ما وصفوه علماء المسلمين بالشركيات، لتبرك البعض بها. ومن أشهر الرحالة الذين كتبوا عن مكة وآثارها، هم: «الأزرقي، والفاكهي، وناصر خسرو، وابن جبير، ومحب الدين الطبري، وابن بطوطة، والتجيبي، وتقي الدين الفاسي، وابن الضياء المكي».

## المعالم التاريخية

### الجعرانة

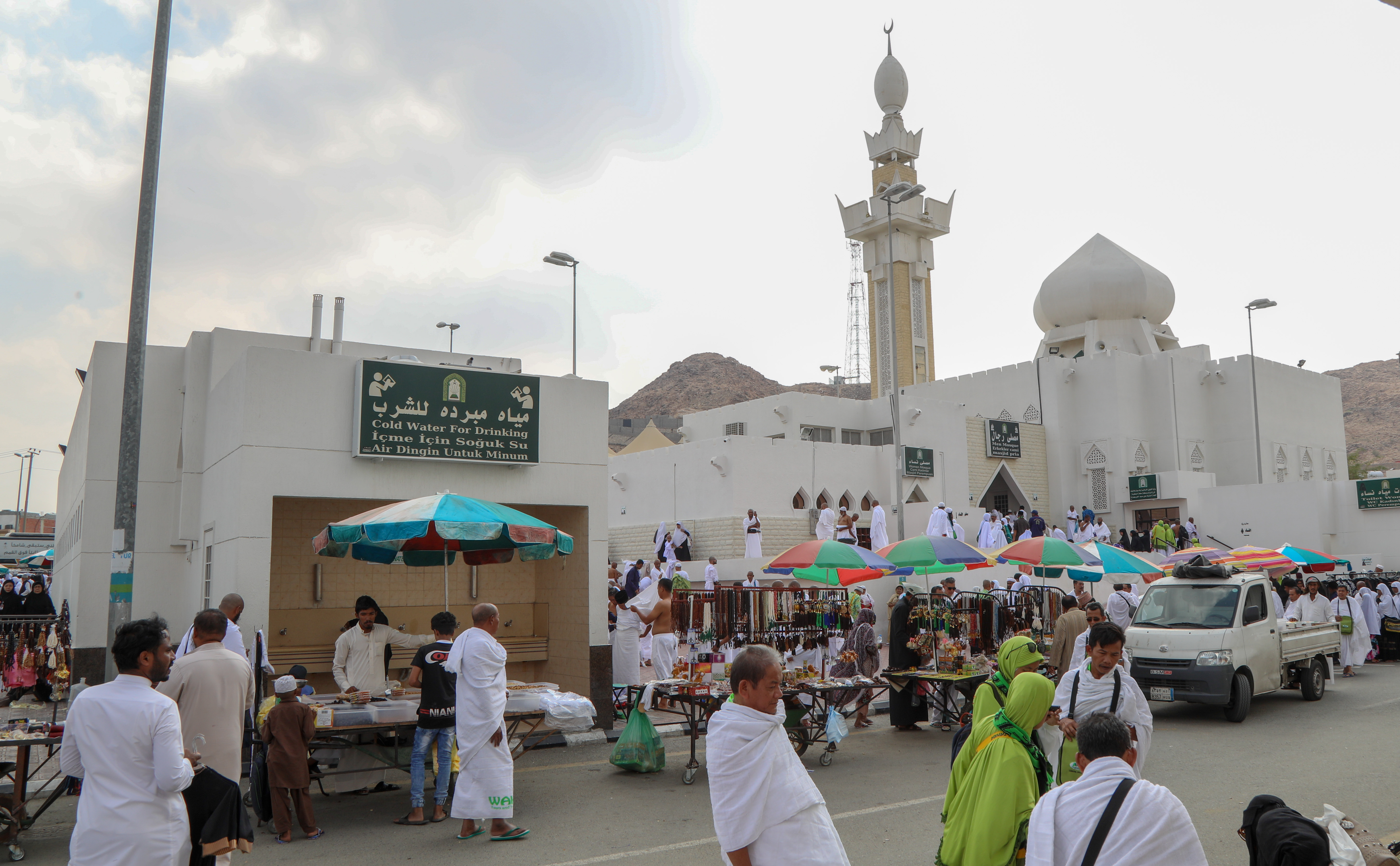
مسجد الجعرانة

بلدة كبيرة، بها مسجد يقصده كل من أراد العمرة بوصفها أفضل مواقيت العمرة من مكة، لإحرام النبي محمد منها. قيل أنها سميت بذلك نسبة إلى امرأة حمقاء من قريش اسمها: ريطة، وتلقب جعرانة. وارتبط هذا الموقع بأحداث السيرة النبوية، حين وزع النبي الغنائم بها بعد معركتي حنين وأوطاس، وحين أحرم منها للعمرة بعد غزوة الطائف. وقد عثر في عدد من الصخور في الجعرانة على مجموعة من النقوش الإسلامية المبكرة، ترجح المراجع التاريخية أنها قد تعود لشخصيات زارت المكان للإحرام منه، أو ربما لقاطنين فيها من أهله تلك الفترة المبكرة من التاريخ الإسلامي.

### الحديبية
تقع على بعد 22 كم غرب المسجد الحرام، وسميت بذلك لشجرة حدباء، أمر الخليفة عمر بن الخطاب بقطعها، عندما نما إلى علمه أن الناس يأتون عندها ويعظمونها، وهو قولٌ مختلف عليه عند جمهور العلماء، وتعرف في الوقت الحاضر باسم: الشميسي. كانت الحديبية محطة على طريق القوافل التجارية الموصل بين اليمن والشام، وزادت أهميتها بعد صلح الحديبية، ثم اتخاذها كمحطة مهمة على طريق الحجاج القادمين بحرًا من ميناء جدة.
شهد هذا المكان أحداثًا من السيرة النبوية، حين نزل الرسول ومعه 1400 من أصحابه قاصدين مكة المكرمة لأداء فريضة العمرة في السنة الخامسة من الهجرة، وهي العمرة التي لم تتم، والتي انبثق عنها صلح الحديبية الذي أبرم بين الرسول وقريش. كما شهد هذا المكان بيعة الرضوان، أو بيعة الشجرة في الوقت نفسه، حين نما إلى رسول الله أن سفيره إلى قريش عثمان بن عفان قد قتل.

### حُنَين

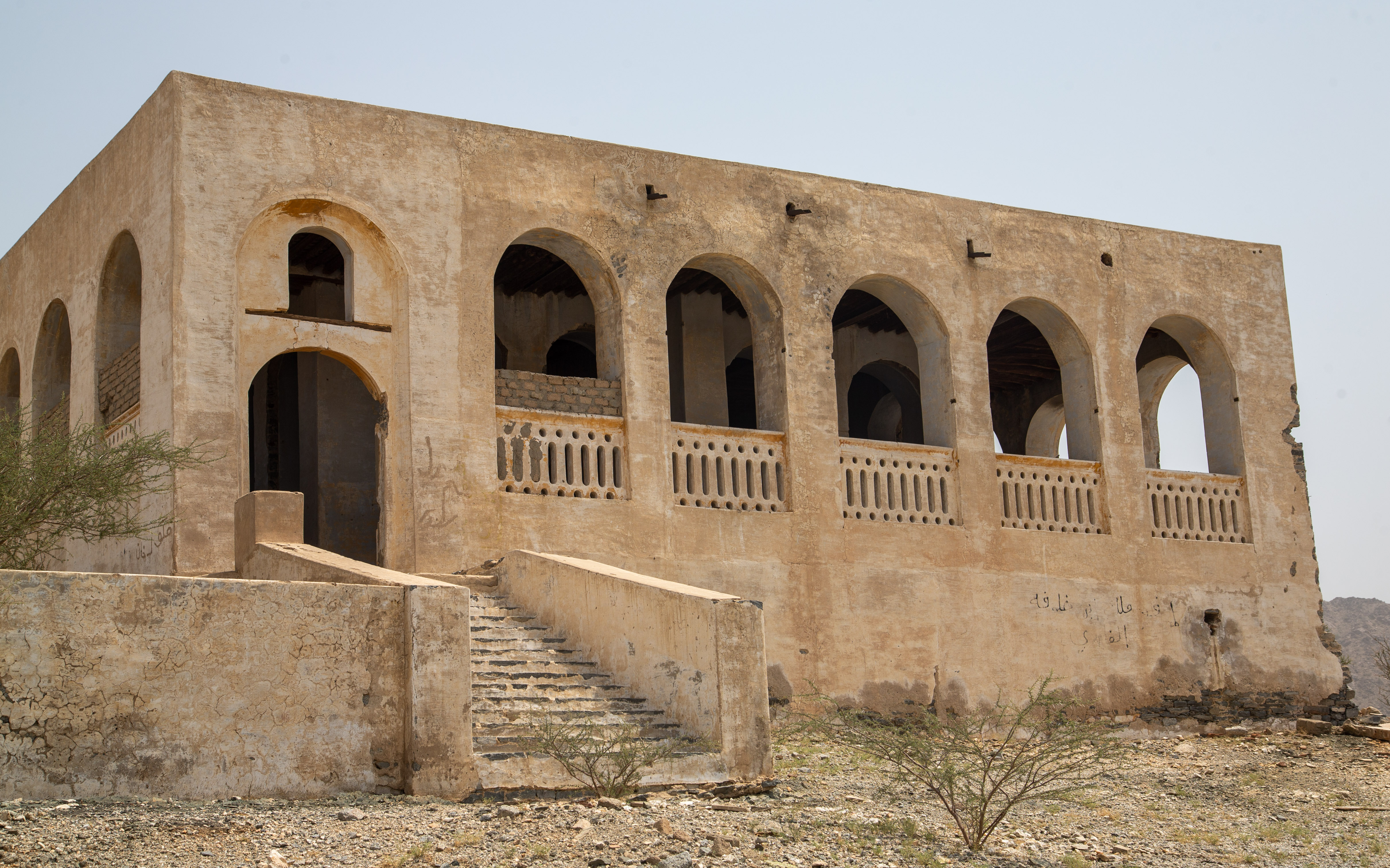
قصر السليمان الأثري في وادي حنين

وادٍ من أودية مكة الشمالية الشرقية، والذي أخذ شهرته من نشوب معركة حنين فيه، والتي وقعت بين المسلمين بقيادة النبي محمد ﷺ، وهوازن ومن ناصرهم عام فتح مكة، والتي نتج عنها انتصار المسلمين. سميت بذلك نسبة إلى حنين بن قانية بن مهلائيل، قيل: من الجن، وقيل: من العماليق.

### وادي سرف
يقع على بعد 12 كم شمال غرب مكة، وهو أحد أوديتها الشمالية الغربية. تزوج فيه الرسول بأم المؤمنين ميمونة، وفيه توفيت، ودفنت، وقبرها معروف هناك. ويعرف هذا الوادي في الوقت الحاضر باسم النوارية، نسبة إلى صناع النورة.

### سوق ذي المجاز
من أسواق العرب التي اقترنت بسوق عكاظ، ينطوي هذا السوق على أهمية تاريخية وأثرية وحضارية كبيرة، بوصفه من أشهر الأسواق في الجزيرة العربية منذ العصر الجاهلي حتى فجر الإسلام، وكان الرسول يتردد عليه في المواسم ليعرض الإسلام على القبائل العربية عند اجتماعها به من أول ذي الحجة إلى اليوم الثامن منه.

### سوق مجنَّة
كان الرسول ﷺ يرتاده في المواسم لعرض الإسلام على القبائل العربية. اقترن ذكره بسوقي عكاظ وذي المجاز، حيث كان يقام في العشر الأواخر من شهر ذي القعدة من كل عام. يوجد اختلاف في تحديد موقعه، فالجغرافيون المسلمون أشاروا إلى أن مجنة بـ (وادي فاطمة) إلى جبل يقال له الأصفر، وأنها على أميال يسيرة من مكة. وذكر الأزرقي أنها سوق بأسفل مكة، إلا أن العلماء اختلفوا معه؛ لأن أسفل مكة ليس من الشمال، وإنما من الجنوب.

### غار حراء
يقع هذا الغار بأعلى قمة جبل النور. كان هذا الجبل على بعد كيلو مترات من مكة، ثم امتد إليه العمران حتى وصل إلى سفوحه الجنوبية والشمالية والغربية. فأصبح الجبل على الحافة الشمالية الشرقية لحي حديث يعرف باسم حي جبل النور. ويصعد إلى الغار من طريق متعرجة ووعرة. كان اسم هذا الجبل «ثبير الأعرج»، ثم عرف باسم «جبل حراء»، ولكن أهالي مكة يفضلون تسميته جبل النور، وهو الجبل الذي كان الرسول يتعبد في غاره قبل البعثة، ثم تشرف بنزول أول الوحي على رسول الله في قوله تعالى: ﴿اقْرَأْ بِاسْمِ رَبِّكَ الَّذِي خَلَقَ ۝١ خَلَقَ الْإِنْسَانَ مِنْ عَلَقٍ ۝٢ اقْرَأْ وَرَبُّكَ الْأَكْرَمُ ۝٣ الَّذِي عَلَّمَ بِالْقَلَمِ ۝٤ عَلَّمَ الْإِنْسَانَ مَا لَمْ يَعْلَمْ ۝٥﴾ (العلق: 1-5).

### غار ثور

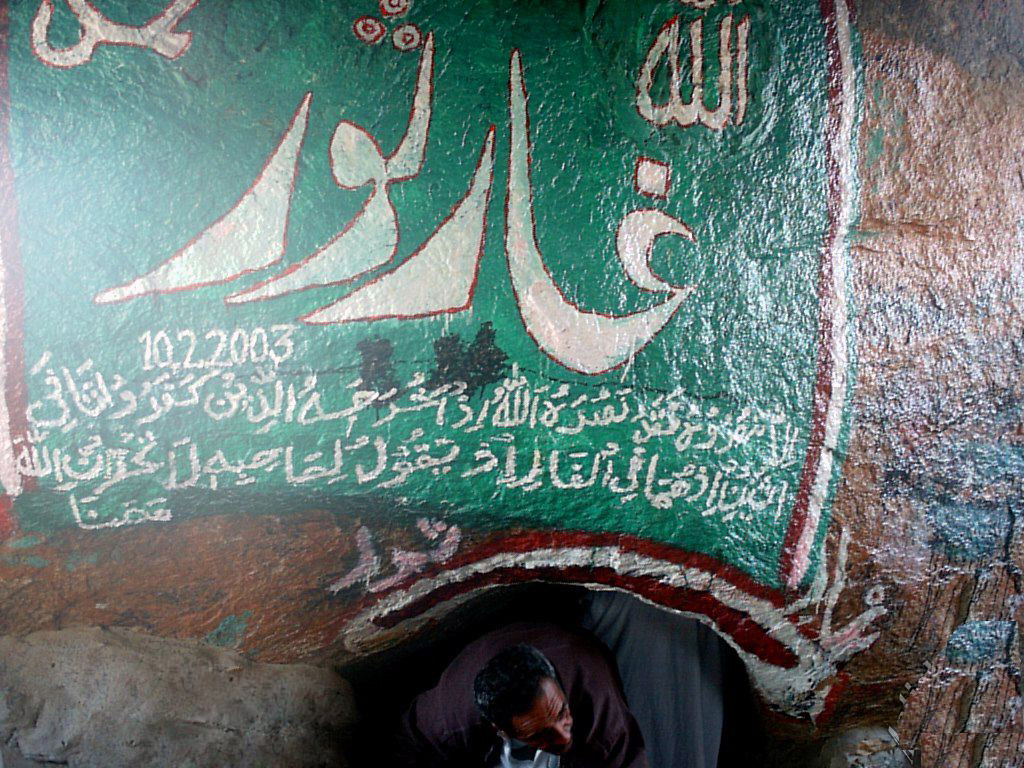
غار ثور

يرجح التاريخيون أنه أخذ اسمه من شكله الذي يشبه الثور. كان يعرف باسم أطحل. شهرته تغني عن التعريف به، فقد ارتبط بأهم حدث من أحداث السيرة النبوية، فقد اختبأ النبي ﷺ ورفيقه أبوبكر
الصديق في أحد غيرانه، عندما هربا من قريش مهاجرين إلى المدينة المنورة، وفيه أنزل الله عز وجل قوله: ﴿إِلَّا تَنْصُرُوهُ فَقَدْ نَصَرَهُ اللَّهُ إِذْ أَخْرَجَهُ الَّذِينَ كَفَرُوا ثَانِيَ اثْنَيْنِ إِذْ هُمَا فِي الْغَارِ إِذْ يَقُولُ لِصَاحِبِهِ لَا تَحْزَنْ إِنَّ اللَّهَ مَعَنَا فَأَنْزَلَ اللَّهُ سَكِينَتَهُ عَلَيْهِ وَأَيَّدَهُ بِجُنُودٍ لَمْ تَرَوْهَا وَجَعَلَ كَلِمَةَ الَّذِينَ كَفَرُوا السُّفْلَى وَكَلِمَةُ اللَّهِ هِيَ الْعُلْيَا وَاللَّهُ عَزِيزٌ حَكِيمٌ ۝٤٠﴾ (التوبة: 40).

### المغمس
يقع على مسافة 22 كم من المسجد الحرام شرقًا، ارتبط ذكر هذا الوادي في المصادر التاريخية بحادثة الفيل التي ورد ذكرها في القرآن الكريم، عندما قاد أبرهة الحبشي عام 571م جيشًا جرارًا لهدم الكعبة، وهزم الله عز وجل جيشه في هذا الوادي، حين أرسل عليهم طيرًا أبابيل رمتهم بحجارة من سجل، كما في قوله تعالى: ﴿أَلَمْ تَرَ كَيْفَ فَعَلَ رَبُّكَ بِأَصْحَابِ الْفِيلِ ۝١ أَلَمْ يَجْعَلْ كَيْدَهُمْ فِي تَضْلِيلٍ ۝٢ وَأَرْسَلَ عَلَيْهِمْ طَيْرًا أَبَابِيلَ ۝٣ تَرْمِيهِمْ بِحِجَارَةٍ مِنْ سِجِّيلٍ ۝٤ فَجَعَلَهُمْ كَعَصْفٍ مَأْكُولٍ ۝٥﴾ (سورة الفيل).

## وصلات خارجية
- الهيئة العامة للسياحة والتراث الوطني.